# Die Kraft
Die Kraft ist eine der auch große Arkana genannten Trumpfkarten des Tarot.

## Darstellung
Die Karte zeigt eine Frau mit einem Löwen an der Seite. Die Frau schaut ruhig und freundlich, erscheint jedoch dominant gegenüber dem Löwen.

## Deutung
Sie bedeutet Kraft, Stärke, Mut, Mobilisierung von Energiereserven, innere geistige Kraft, Selbstvertrauen und gute körperliche Konstitution.

## Entsprechungen
- das Tierkreiszeichen Löwe
- der hebräische Buchstabe ט (Tet)

## Geschichte
Die Karte hieß ursprünglich Fortitude.